# Dong Xiaowan
Dong Xiaowan (1624–1651) fue una cortesana china, poetisa y escritora, también conocida por su seudónimo Qinglian.
Dong ha sido descrita como la más famosa cortesana de su época, renombrada por su belleza y talento en el canto, la costura y la ceremonia del té. Vivía en el distrito del placer, el barrio de los burdeles, de Nankín. Al igual que otras cortesanas de finales de la Dinastía Ming, las cualidades morales de Dong eran enfatizadas entre sus admiradores más que sus talentos.
Es una  de las Ocho Bellezas de Qinhuai (en chino, 秦淮八艳) descritas por los funcionarios de finales de los Qing. Las otras famosas cortesanas de este grupo son Ma Xianglan, Bian Yujing (卞玉京), Li Xiangjun, Liu Rushi, Gu Mei, Kou Baimen (寇白門), y Chen Yuanyuan.

## Matrimonio
La madre de Dong murió en 1642, dejándola en una mala situación financiera. El noble Mao Bijiang (冒辟疆), también llamado Mao Xiang, había intentado reunirse con Dong en varias ocasiones, pero mantenía una relación estable con la cortesana Chen Yuanyuan. Después de que Chen fuera secuestrada por un noble de la corte imperial, Mao visitó a Dong. Su madre había fallecido hacía dos semanas y Dong estaba bastante enferma. Le propuso ser su concubina y, negándose a aceptar un no por respuesta, presuntamente le siguió durante 27 días en su barca. Finalmente, los dos acordaron esperar a que Mao pasara los exámenes imperiales, los cuales falló. Para facilitar el matrimonio de Dong, Qian Qianyi, marido de su amiga antigua cortesana también Liu Rushi, pagó sus deudas de 3.000 taels de oro e hizo retirar su nombre del registro de músicas. Entonces vivió con Mao en Rugao como su concubina, junto a su esposa la Señora Su.
Ha sido descrita como una esposa y nuera ideales, sacrificada y leal durante su matrimonio con Mao Bijiang, quien como partidario de la dinastía Ming fue perseguido por la dinastía Qing al subir al poder en 1644. Cuando Mao, la Señora Su y Dong se vieron obligados a huir de su casa ese año, Dong abandonó sus pertenencias más valiosas para salvar sus escrituras y pinturas. Se quedaron en Huzhou hasta que Zhu Yousong fue coronado emperador en Nankín unos meses más tarde. Pronto se mudaron a Zhejiang, donde Dong compiló un libro titulado Liuyan ji (en chino, 流宴集) sobre joyas, trajes femeninos, pabellones y fiestas.

## Poesía
Dong escribió shi y formaba parte del nuevo movimiento literario enfocado en las emociones y el motivo del enamorado desconsolado. El poema abajo muestra una emoción popular, melancólica, centrada en una mujer solitaria en las habitaciones femeninas.
| “ | Composición casual en la ventana verde Miro las flores con ojos enfermos, sumida en pensamientos melancólicos, sentada sola en la ventana apartada, tocó la cítara decorada con jade. Los orioles amarillos parecen entender la mente de la gente, desde más allá del sauce envían hermosos sonidos una y otra vez. Texto original en chino 綠窗偶成 病眼看花愁思深，幽窗獨坐撫瑤琴。黃鸝亦似知人意，柳外時時弄好音。 | ” |

## Legado
Después de su muerte, Mao Bijiang publicó una biografía de Dong. Fue traducida al inglés y publicada en 1931. En ella, enfatiza la habilidad de Dong en la costura; una habilidad típicamente asociada con las virtudes domésticas de una buena esposa, tanto en occidente como en oriente. En contraste, minimiza sus capacidades en la pintura, lo que Jean Wetzel ha sugerido puede haber sido un intento de desvincular a Dong de su vida anterior como cortesana.
Dong era a menudo confundida con la Consorte Dongpo, y por tanto se decía que había sido secuestrada en el harén del Emperador.
La vida de Dong fue adaptada a película por el dramaturgo de la ópera cantonesa Tang Ti-sheng, con Fong Yim Fun interpretando a Dong. Su romance con Mao Bijiang fue dramatizado como una ópera Kunqu por el Teatro de Ópera Kunqu del Norte.